# Jared Evan
Pour les articles homonymes, voir Evan.
 (avril 2015).
Si vous disposez d'ouvrages ou d'articles de référence ou si vous connaissez des sites web de qualité traitant du thème abordé ici, merci de compléter l'article en donnant les références utiles à sa vérifiabilité et en les liant à la section « Notes et références ».
Jared Evan, né le 21 septembre 1989, à Great Neck (Long Island) dans l'État de New York, est un rappeur, auteur-compositeur, producteur, interprète de rap/ hip-hop alternatif américain.

## Biographie
Baigné dans la musique depuis le plus jeune âge, Jared Evan Siegel découvre Led Zeppelin à l’âge de 5 ans. Il n'avait alors que 6 ans quand il apportait à l'école avec lui les albums de Al Green, Led Zeppelin, Jethro Tull ou encore James Brown. Ayant des goûts musicaux particuliers pour son âge, ses amis et camarades d'école le trouveront bizarre et le moqueront.
Jared Evan, qui connait donc quelques difficultés durant sa jeunesse, notamment à l'école, se réfugie très rapidement dans la musique et plus particulièrement la batterie avec l'espoir de percer professionnellement et ainsi de devenir le prochain Keith Moon. Il commencera par expérimenter d'autres instruments tels que la basse ou encore le piano. Autodidacte, il apprendra par lui-même à jouer de ces derniers, la musique devenant ainsi sa thérapie pour oublier ses problèmes quotidiens, scolaires. Si dès son plus jeune âge, il est baigné et influencé par le rock (Led Zeppelin, The Beatles, The Doors) notamment grâce à son père, il se tourne à l'adolescence vers le hip-hop dont il devient très vite fan. Parmi les artistes qui l'influence citons The Wu-Tang Clan, Mos Def, The Roots, Kool G Rap, A Tribe Called Quest, KRS-One, The Fugees.
Fraîchement devenu fan de hip-hop, il décide de fusionner son nouvel amour avec ses influences de toujours, c'est-à-dire le rock. Devenu batteur mais également pianiste et guitariste, il commence alors à produire sa propre musique mélangeant ainsi les rythmes et les beats hip-hop/rock/soul. Très vite, ses productions se font remarquer et en 2008, et ce à seulement 18 ans, il remporte le Brooklyn Hip Hop Festival’s Spit 16, une compétition organisée par le magazine The Source. Il sera pour l'occasion invité à faire l’ouverture de ce festival.

### Carrière
Sa performance au festival attirera immédiatement l'attention des autres MC's alors présents mais également la presse. Cette première représentation sur scène plus que remarquée[réf. nécessaire] lui permettra par la suite d'être invité à se produire de nouveau pour différents événements. Il sera par exemple invité à jouer en tant que première partie lors de la tournée de Lupe Fiasco à l'automne 2008. Fort de cette reconnaissance du milieu, il commence ardemment à travailler sa musique dans son propre studio, pour finalement sortir son premier projet de mixtape intitulé Radio In My Head. Alors qu'il venait tout juste d'intégrer The Fader à New York City, il remet sa mixtape à Rik Cordero, metteur en scène, réalisateur et alors ami. Rik Cordero dira après avoir entendu cette mixtape, que Jared mélange des paroles hip hop, à de la néo-soul, à des post punk influences et à du rock classique qui créent une musique vraiment unique[réf. nécessaire]. Croyant en lui, Cordero commence alors immédiatement à créer conjointement avec lui les scenarios des clips venant supporter les musiques plutôt provocantes de Jared Evan. Ces vidéos lui ont permis de se faire connaitre auprès de nombreux producteurs tels que Timbaland, Dr Dre ou encore Pharrell Williams. Et c'est ainsi qu'en moins de quelques semaines Jared Evan s'est vu offrir de nombreux offres de la part de labels. 
En juin 2009, il décide de signer avec Zone 4/Interscope, avec le soutien de Jimmy Iovine, Polow Da Pon et Jimmy Douglass. Mais il va prématurément quitter le label à la suite d'incessantes tentatives de contrôler son image. Il va devenir un artiste indépendant et sort deux mixtapes Uncovered et Back and Fourth.
En octobre 2009, il entre au classement Billboard en tant qu' « artiste caché avec le potentiel de percer au moment voulu » et est également choisi pour des interviews exclusives de The Source et E'. En aout 2010, il sort son single In Love With You. Quelques mois plus tard, en mars 2011, la chanson est promue à la Radio Arvyla, un show comique Grec qui lui permet de connaitre le succès en devenant numéro un sur Itunes en Grèce[réf. nécessaire]. La chanson In Love With You apparait par la suite dans le jeu vidéo Street Fighter X Tekken ainsi qu'à la fin de l'épisode 7 de la saison 8 de la série Entourage.
En mars 2011, Jared Evan part pendant deux semaines en tournée nationale avec le groupe One Republic, ses amis signés dans le même label que lui. La tournée est un succès et permet de créer une sincère amitié entre lui et le leader du groupe, Ryan Tedder. Le 26 juin 2012 Jared Evan sort son premier album EP The 4th Chapter. À peine quelques heures après la sortie de celui-ci, l'album se classe au rang #84 sur le top 200 des albums hip hop/rap sur iTunes. L'EP The 4th Chapter a reçu de bonnes critiques et a été promu par des magazines très célèbres tels que The Source, Okayplayer, AOL, i et d'autres[réf. nécessaire].
En 2013, Jared Evan produit et co-écrit une mixtape pour son ami Hoodie Allen appelée Crew Cuts. Il y apparait en featuring sur le morceau Heart 2 Heart, mais y fait également les backs[Quoi ?] de nombreuses chansons notamment Good Intentions.
Le 26 février 2013, il sort son album en collaboration avec Statik Selektah Boom Bap & Blues. Sur cet album figure de nombreux duos avec des artistes mais également amis de Evan tels que Joey Badass, Action Bronson, Hoodie Allen et d'autres. À l'origine, Boom Bap & Blues devait être un album gratuit téléchargeable via le site officiel de Jared Evan et sur Soundcloud mais à la suite du résultat de l'album qui se classe no 10 dans les charts R&B/Soul, il est mis à la vente.
En octobre 2013 Jared Evan sort son deuxième EP Pieces. Pour cet album, il s’entoure des meilleurs. Il recrute les producteurs les plus en vue de l’Est Américain. Premièrement, Illfactor, qui a travaillé au côté de Jimmy Douglass et d’autres artistes modernes tel que Timbaland, Nelly Furtado, Justin Timberlake. Il s’est également entouré de Illmind qui a produit les plus grands artistes du rap tel que Eminem, 50 cent, LL Cool J et Redman. Pieces mélange le rock alternatif, RNB et hip-hop. Après le succès de Boom Bap & Blues Jared Evan et Statik décident de retravailler ensemble. C'est ainsi que le 28 octobre 2014, ils sortent l'album Still Blue, qui n'est en fait que la deuxième partie de Boom Bap & Blues. L'album contient 10 morceaux aux sonorités diverses. L'album, entièrement produit par Statik, permet à Evan de se concentrer sur l'écriture. Les sonorités sont apportées par Statik.
Parallèlement, la même année, il produit une grande partie de l'album People Keep Talking de Hoodie Allen. Leur duo Numbers produit et écrit en partie par Jared Evan s'est classé numéro 5 sur les charts Itunes[réf. nécessaire]. En 2015, Hoodie Allen qui prépare une tournée européenne pour son album People Keep Talking (People Keep Talking Tour) choisit Jared Evan pour être sa première partie. Il se produit donc pour la première fois en France le 3 mars 2015 au théâtre des Étoiles à Paris.
Grâce à cette tournée, Evan trouve immédiatement l'inspiration lors de son vol retour pour New York et y compose de nombreux morceaux. Le 3 juin 2015 il sort une mixtape surprise et gratuite appelé The Art Form of Whatever y incluant de nombreux artistes : Stella (la fille de Carlos Santana), Skyzoo, Max Schneider, Moe Pope et Reks. Le projet a été exécuté en l'espace de 4 jours. 

En Janvier 2018 ; Jared signe avec le label EP Entertainment.
Durant le printemps 2019 ,Jared commence à sortir une succession de singles individuels qui figureront éventuellement dans un futur album.
Il sort le premier single "Permanent Damage" en Mars 2019.
Il enchaîne ensuite avec "Dark Days" en Juillet 2019,  "Perfect Strangers" en Septembre 2019. "Sabotage" et "Decade" sortent en Décembre 2019 et seront les deux derniers single de l'année.

Le 21 Aout 2020; Jared sort par surprise The Art Form Of Whatever II ; sequel du premier opus sorti en 2015.
Figurent dans cet album les artistes Moe Pope et Che.
Le 21 Octobre 2021; Jared sort son nouvel album "Dark Days" lequel y figure le titre "Dark Days" sorti quelques années avant. Hormis les EP ; c'est le premier album que Jared sort en l'espace de 5 ans. Le thème récurrent abordé dans l'album est la santé mentale.

### Vie privée
Il a grandi à Great Neck, et étudié à la Great Neck North High School dont il ne sera malheureusement pas diplômé. Benjamin de la famille, Jared a une sœur et un frère tous deux plus âgés que lui. Jared est un grand fan de Quentin Tarantino et un cinéphile de façon générale.